# 佐藤拓也 (野球)
佐藤 拓也（さとう たくや、1994年8月12日 - ）は、茨城県鹿嶋市出身の野球選手。JR東日本硬式野球部所属、右投左打。

## 経歴
7歳で野球のキャリアをスタートさせ、小学校4年生から投手のポジションにつき、鹿島中学校時代には軟式野球部に所属していた。浦和学院高校時代には、1年生の春から内野手でベンチに入り、1年の秋から、背番号1番を背負い、投手として明治神宮大会でベスト4に入る。高校3年生の時には春の選抜高校野球において、ベスト8に入るなど、甲子園に3回出場した経験を持ち、その後、立教大学に入学。大学1年生の春から東京六大学野球リーグ戦に出場し、大学2年生から4年生には大学野球の日本代表に選ばれており、2015年には第28回ユニバーシアード競技大会に出場して金メダルを獲得した。
特に自身が持参している赤バットに対してはこだわりを持っていて、高校野球日本代表の時にいくつかのいろんな形をしたバットを用意され、ぴたりと合ったのが元プロ野球選手の二岡智宏が使っていたものと同じモデルだったといい、2016年春にこのバットに改良を施した。
2016年9月15日に正式にプロ志望届を提出した。しかし、2016年10月20日に行われたドラフト会議で指名されることはなかった。
2016年10月10日に行われた東京六大学野球のリーグ戦で、東京大学相手に通算100安打を記録し史上32人目の記録達成となった。
2017年、JR東日本に入社。